# Adventure Game Interpreter
Pour les articles homonymes, voir AGI.
Adventure Game Interpreter (AGI), littéralement interprète de jeu d'aventure, est un logiciel créé par Sierra On-Line dans les années 1980.
Les jeux d'aventure AGI comprennent :
- Police Quest ;
- Leisure Suit Larry ;
- Space Quest I, II ;
- King's Quest I, II, III, IV (ce dernier a été plus populaire avec la version SCI) ;
- Bob's Quest I, II ;
- Gold Rush!

Les jeux utilisaient un écran 160x200 en 16 couleurs (EGA).